# 麥可·A·泰勒
麥可·安東尼·泰勒（英語：Michael Anthony Taylor，1991年3月26日—），為美國職棒大聯盟的中外野手，目前效力於芝加哥白襪。2009年美國職棒大聯盟選秀，他在第6輪被國民隊選走，並在2014年登上大聯盟。

## 職業生涯

### 華盛頓國民

#### 2014年
8月12日，泰勒頂替受傷的Steven Souza升上大聯盟。他在生涯首場比賽就敲出首安和首轟，之後他在8月23日回到3A。9月28日，他在球季末回到大聯盟，並參與了喬丹·齊默爾曼的無安打比賽。

#### 2015年
由於Denard Span進入傷兵名單，因此泰勒獲得先發機會。但他就算在大聯盟繳出2成79的打擊率，依舊逃不過被下放3A的命運。4月29日，因為Reed Johnson受傷，泰勒成功回到大聯盟。5月13日，由於布萊斯·哈波遭到驅逐出場，泰勒因而代替出場，結果他在9局敲出致勝滿貫砲。
8月27日，泰勒為了接殺一顆飛球撞上全壘打牆，造成膝蓋受傷。不過他在9月4日仍上場代打，並敲出再見全壘打。這年他的打擊率為2成25，並敲出14轟與16次盜壘成功。

#### 2016年
這年泰勒還是球隊的四號外野手，不過由於Ben Revere受傷，因此泰勒很快就成為球隊的固定先發中外野手。6月22日，泰勒在面對道奇隊的比賽中於9局下發生致命失誤。亞塞爾·普伊格穿越中外野的滾地球滾過泰勒的手套，在一壘上的霍伊·肯德瑞克先跑回追平分，普伊格最後也跑回了再見分。
7月4日，球隊下放泰勒，拉上終結者喬納森·派柏邦。不過他在四天後就因為萊恩·齊默爾曼受傷而回到大聯盟。
這年泰勒在3A繳出2成05的打擊率，表現只能算上普通。加上新人崔亞·特納破繭而出，使得泰勒依舊無法獲得穩定出賽機會。整季他在大聯盟的打擊率為2成31，並敲出7轟與16次盜壘成功。他在國聯分區賽僅有2個打席，且全數吞下三振。

#### 2017年
由於前一年表現太過糟糕，使得泰勒依舊只能成為球隊的四號外野手。不過亞當·伊頓卻在這年因傷報銷，泰勒再度獲得先發機會。他在4月陷入打擊低潮，但在5月和6月表現回穩。
7月7日，泰勒第一次因傷進入傷兵名單。球隊也拉上另一名新人Brian Goodwin頂替泰勒的位置。8月13日，泰勒傷癒回歸，並重回先發中外野手位置。9月8日，泰勒跑出罕見的場內滿貫全壘打。該年他的打擊率為2成71，並敲出19轟與53分打點。
2017年國聯分區賽第4場，泰勒敲出隊史季後賽首支滿貫砲。並在第5場敲出3分砲，但球隊最終仍以8比9敗給道奇。

#### 2018年
泰勒在球季初表現很掙扎，4月打擊率為2成23，5月打擊率只剩下1成83。不過他在6月的打擊率飆升到4成44。但因為亞當·伊頓的回歸和胡安·索托的爆發，使得泰勒只能成為四號外野手。到了下半季，泰勒的手感又變得和季初一樣冰冷，整季他的打擊率為2成27，並敲出6轟與28分打點。
休賽季期間，泰勒的打擊姿勢被打擊教練調整，並在多明尼加冬季聯盟嘗試新的打擊姿勢。

#### 2019年
該年他的打擊率為2成50，並敲出1轟與3分打點。2019年世界大賽第二場的9局上，泰勒在世界大賽個人首打席敲出全壘打，為史上第39位。而國民也因此成為世界大賽首支在單一比賽的後三局都敲出全壘打的球隊。

#### 2020年
這年他的打擊率不到2成，僅敲出5轟與16分打點，最終他被球隊放進讓渡名單內。10月15日，泰勒跳脫合約，成為自由球員。

### 堪薩斯市皇家
2020年11月30日，他和皇家隊簽下1年175萬美元的合約。2021年9月29日，他和皇家隊簽下2年900萬美元延長合約。

#### 2021年
這年他出賽142場比賽寫下生涯新高，打擊率為2成44，並敲出12轟與54分打點。防守方面，他的守備率為9成92，11次助殺為美聯中外野手最多，最終他獲得生涯首座金手套獎。

## 外部連結
- 球員資訊和成績在MLB ，ESPN ，Retrosheet ，Baseball Reference ，Baseball Reference (Minors) ，Fangraphs （英文）
- 麥可·A·泰勒的X（前Twitter）